# Bozkovského dům
Bozkovského dům (č. p. 184) je původně pozdně gotický, v roce 1573 renesančně přestavěný historický měšťanský dům v Prachaticích. Dům v 16. století vlastnil rožmberský hejtman Jiřík Bozkovský. Na fasádě domu do Velkého náměstí je vymalována malba rožmberského jezdce, v podloubí pak erby bohatých měšťanů. V domě sídlí Kulturní centrum Otto Herberta Hajeka. Od 3. května 1958 chráněná kulturní památka.

## Popis
Dvoupatrový, původně pozdně gotický měšťanský dům přestavěný renesančně v roce 1573, na nároží Velkého náměstí a Solní ulice. Dům tvoří dva původně samostatné měšťanské domy, nárožní dům s bývalými masnými krámy v přízemí a dům s předstupujícím rizalitem. Dominantou fasády do náměstí je na mohutných pilířích vystupující rizalit, na kterém jsou do každého směru vysazené arkýře na krakorcích. Plochu rizalitu pokrývá malované iluzivní kvádrování provedenou technikou chiaroscura a nástěnná malba rožmberského jezdce. Čelní fasáda rizalitu je dvouosá, boky jednoosé. V podloubí je rizalit zaklenut dvěma poli křížové klenby s hřebínky, v podloubí se také nachází  obloukově zaklenutý vstupní pozdně gotický portál. Průčelí nárožního domu do Solní ulice je pětiosé, v přízemí se nachází osm původních vstupů do masných krámků (sedm s později vyzděným parapetem). Průčelí do Velkého náměstí je trojosé a má hladkou klasicistní štukovou fasádu. Okna prvního i druhého patra mají hnědé orámování, okna doplňují parapetní římsy. Fasádu rozdělují na jednotlivá podlaží klasicistní kordonové římsy a ukončuje profilovaná korunní římsa s fabionem.  Areál zahrnuje přední dům do Velkého náměstí (č.p. 184), střední křídlo do Solní ulice, dvůr a zadní dům (č.p. 45) v Horní ulici. Objekt patří k nejcennějším objektům v rámci městské památkové rezervace. V domě jsou dochovány historické konstrukce z období gotiky - sklepy v přední části objektu, obvodové zdivo přízemí a patra západního traktu a obvodové zdivo bývalých masných krámů. Z období renesance pochází sklepy v zadní části objektu, obvodové zdivo prvního patra východního traktu, zdivo druhého patra západního traktu, klenby nad přízemím a prvním patrem, rizalit do náměstí a malířská výzdoba fasády do náměstí. Hodnotné jsou taktéž dochované kamenické prvky z prachatického dioritu, pocházející z období pozdní gotiky a renesance - vstupní portály, portál v síni prvního patra, konzoly arkýřů na rizalitu. Střední trakt do Solní ulice vznikl jako hospodářské stavení po roce 1501, jehož součástí je i prostor dvorku s arkádami. Sklepy domu sahají hluboko do náměstí. Na nároží domu do Solní ulice byl původně umístěn železný osvětlovací koš, umístěný na pohyblivém rameni. Do koše se dávaly smolnice, které zapáleny, čadivým a červenajícím světlem osvětlovaly ulice i náměstí, nyní je koš umístěný v městském muzeu.

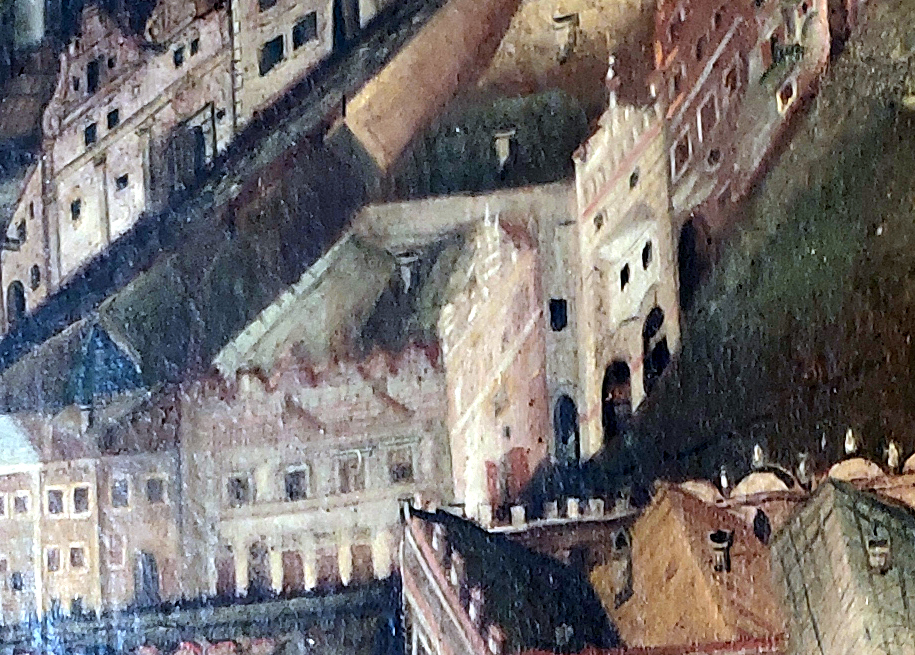
Bozkovského dům v roce 1670 na obrazu Prachatic od Jindřicha de Verle (Prachatické muzeum).

## Historie
Historie současné podoby domu sahá do konce 15. nebo začátku 16. století. Pravděpodobně má souvislost s požárem města v roce 1501. Prvními, v archivech dohledatelnými, majiteli domu byli Jiří Janček (1551) a Pavel Mokrý (jak dokládá zmínka z roku 1562 o prodeji domu jeho synem Josefem). V zásadě do současné podoby dům přestavěl v roce 1573 Jiřík Bozkovský, který byl původem z Boskovic na Moravě. Dům získal sňatkem s vdovou Kateřinou po měšťanu Mathesovi ve svých 29 letech v roce 1559. Kateřina zemřela v roce 1565, následně si za ženu vzal o třináct let mladší Apolenu Tekingerovou. Dalšími doložitelnými majiteli domu byli Lukáš Bohauf (do roku 1594), Štěpán Petrhanzl (od roku 1594), Matěj Ubermesser (do roku 1640), Štěpán Vajmon (od roku 1640), Kašpar Stögbauer (1685) a Felix Spinka (1829). Po požáru v roce 1832 byl dům opraven, byla však snesena původní renesanční atika se štítovými nástavci a zobytněno původně pouze atikové půdní patro. Další oprava domu následovala v roce 1868 (jak dokládá malovaný nápis na fasádě domu). Původní součástí domu nebyly masné krámy v přízemí nárožního domu, ty byly v majetku jednotlivých řeznických rodin až do roku 1893, kdy další majitelé domu, manželé Jakub a Marie Hrbkovi odkoupili všech 13 řeznických krámků a v přízemí zřídili kavárnu „Caffe restaurant Habsburg“. Kavárnu pak provozoval Hanz Paupie z Vídně. Mezi lety 1882 – 1885 v domě sídlila česká škola. Od roku 1962 je v objektu umístěna městská obřadní síň. Od roku 2001 sídlí v domě Kulturní centrum Otto Herberta Hajeka.

## Popis malované výzdoby domu

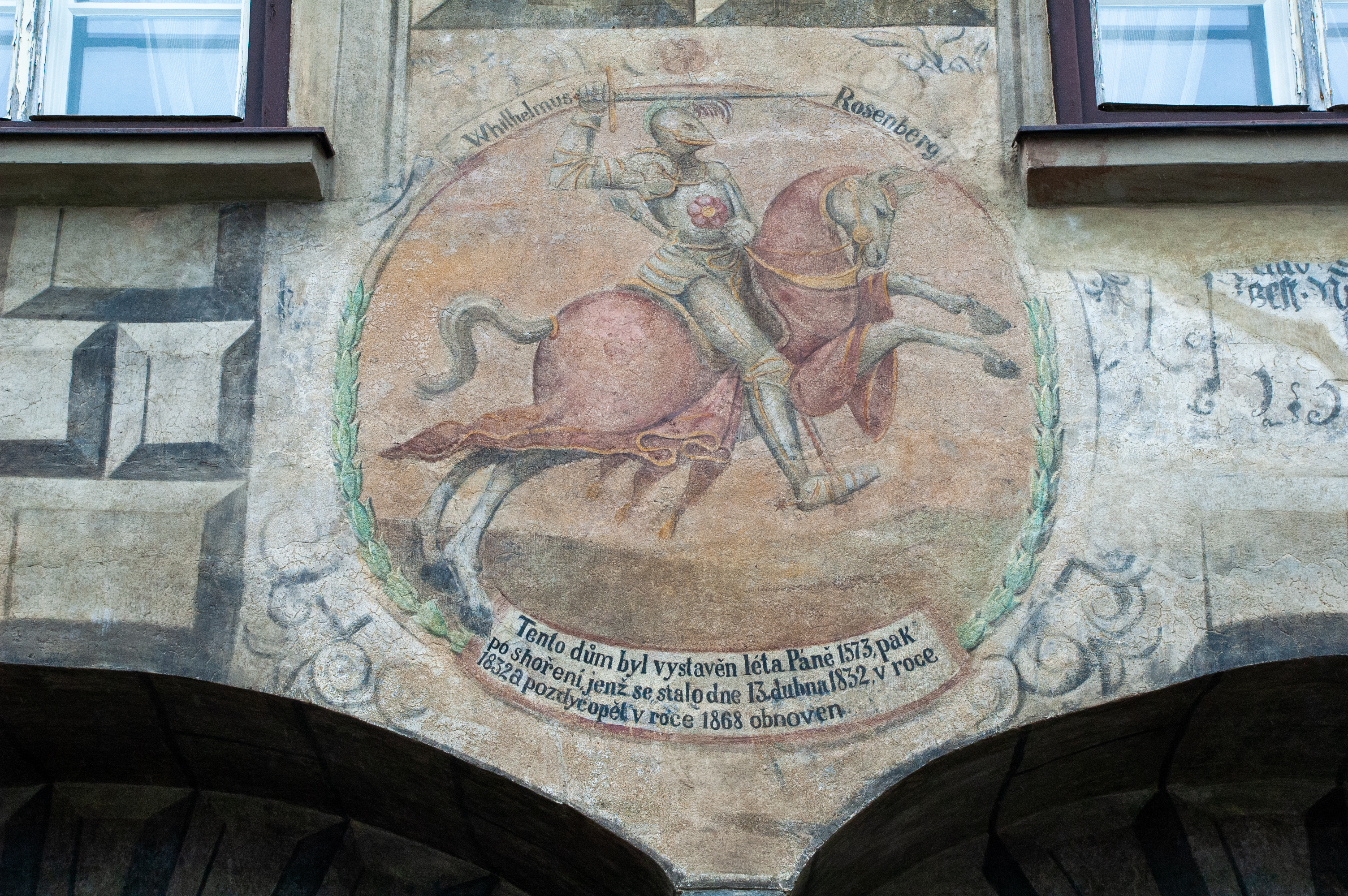
Bozkovského dům, rožmberský jezdec

### Fasáda rizalitu
Fasádu rizalitu pokrývá malované iluzivní kvádrování provedenou technikou chiaroscura. Na čelním arkýři je v jeho spodní části vymalována nástěnná malba rožmberského jezdce. Jako vzor pro vyobrazení rožmberské jezdce posloužil grafický list Viléma z Rožmberka z roku 1557. V horní části nad jezdcovou hlavou je ve vrcholu medailonu namalován nápis Whilhelmus Rosenberg. Ve spodní části lemu medailonu, který obklopuje vavřínový věnec, je namalován štítek z opravy v 19. století s textem: 
„Tento dům byl vystavěn léta Páně 1573, pak po shoření, jenž se stalo dne 13. dubna 1832, v roce 1832 a pozdyc opět v roce 1868 obnoven“

Napravo vedle jezdce je pod oknem zbytek pouze částečně dochovaného nápisu, jehož fragment říká: 
„(…)est Nakladem Jirzika Bozkowskeho / letha Panie 1573“

V dolní části štítku je část ornamentu se zbytkem číslice 15, která pozůstatkem dalšího letopočtu 1573. Podoba a technika malby na fasádě nabádá k domněnce, že malby na domě a na Staré radnici provedl stejný malíř. To pak zčásti potvrzuje i zjištění restaurátorů, kteří konstatovali, že: „podobné složení omítek č.p. 45 a č.p. 1 nasvědčuje tomu, že se na přestavbě účastnili stavebníci, kteří pracovali i na stavbě radnice“.

### Výmalba klenby podloubí
Na klenbě podloubí se nacházejí nástěnné malby rodových erbů nejvýznamnějších a nebohatších měšťanů, vymalované v roce 1611, tedy v době kdy město již nebylo v rukou Rožmberků, ale českého krále. Hřebínky a klenební pas křížové klenby loubí zvýrazňuje malba šedivých pásů s úzkou žlutou linkou na vrcholech. Po stranách vrcholů je dále použit pletencový okrový ornament. V jednotlivých klenebních polích jsou vymalovány kruhové medailony, orámované ve vavřínových věncích, v jejichž středech jsou malby rodových erbů. Ve čtyřech vrcholech všech věnců jsou vetknuty drobné červené růžice, které odkazují ještě k Rožmberkům. Většinu medailonů doprovází nápisové pásky s částečně čitelnými texty. Pod jedním z erbů se nachází nápis: 

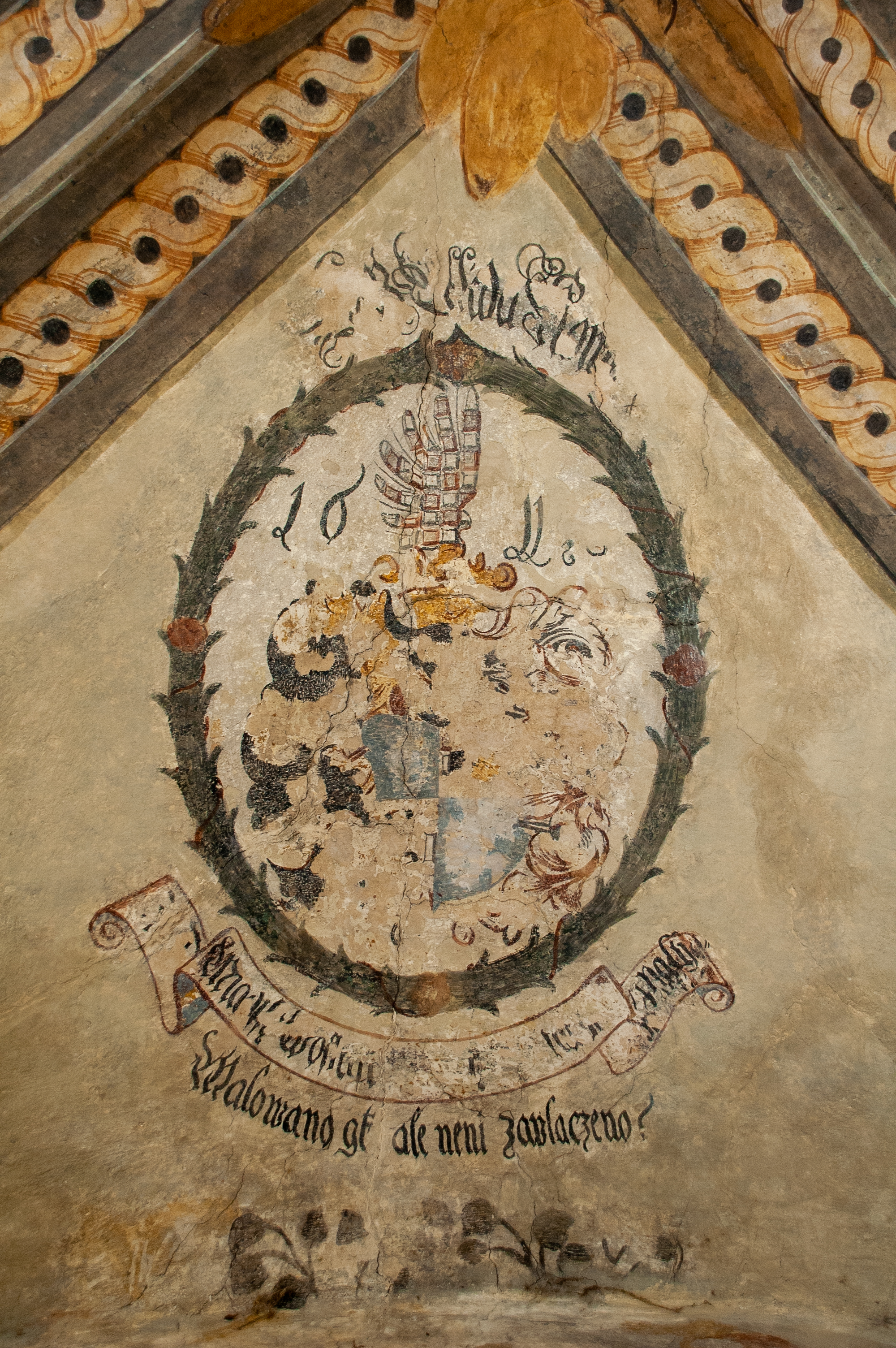
“Malowano jest ale není zaplaczeno“

informující nás o skutečnosti, že těm nejbohatším měšťanům se nechtělo zaplatit malíři za jeho dobře odvedenou práci. Malby byly odkryty a restaurovány byly v roce 1996.

## Galerie

Detaily výzdoby Bozkovského domu, detaily fasády rizalitu
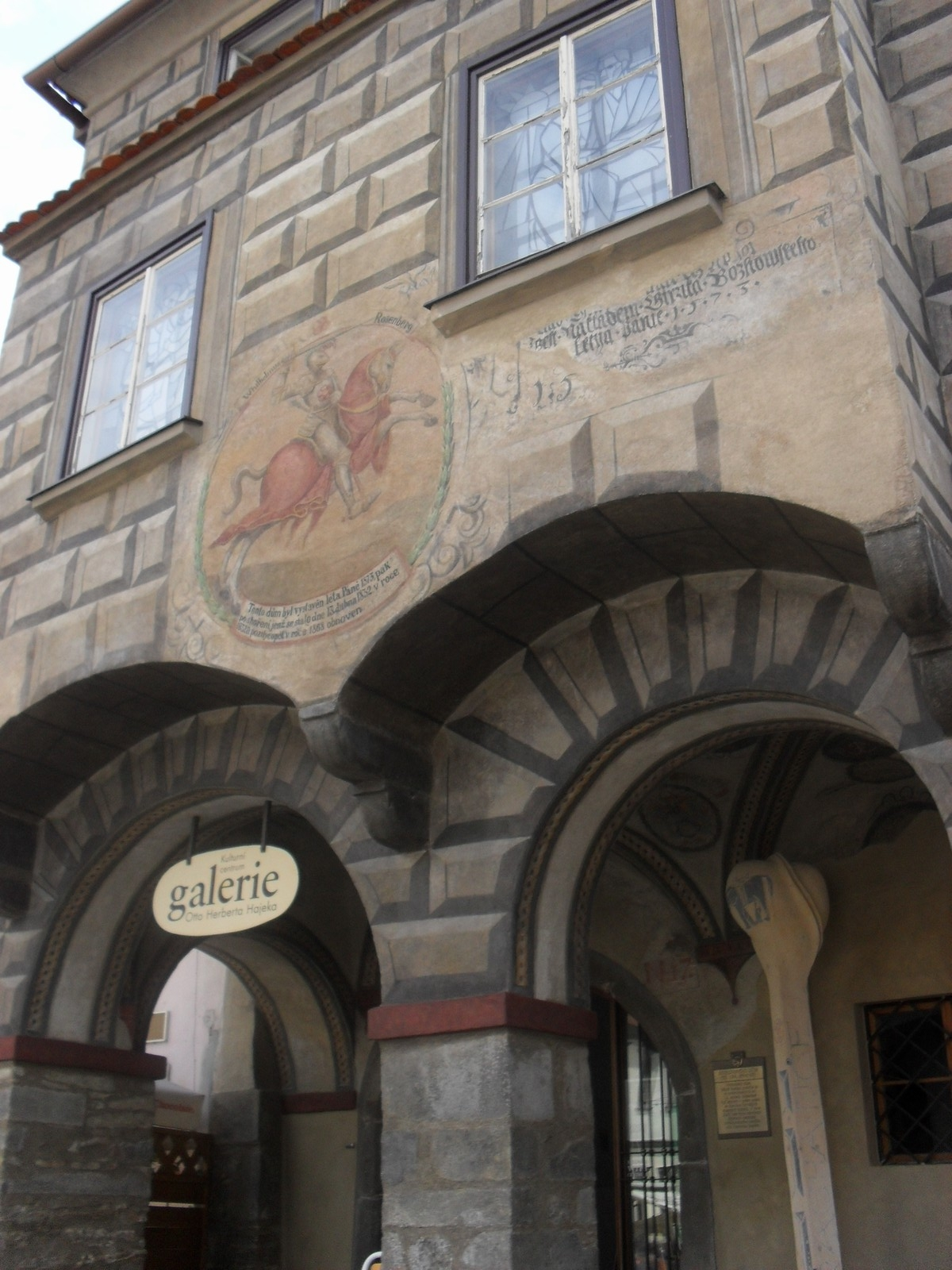
Bozkovského dům, fasáda rizalitu
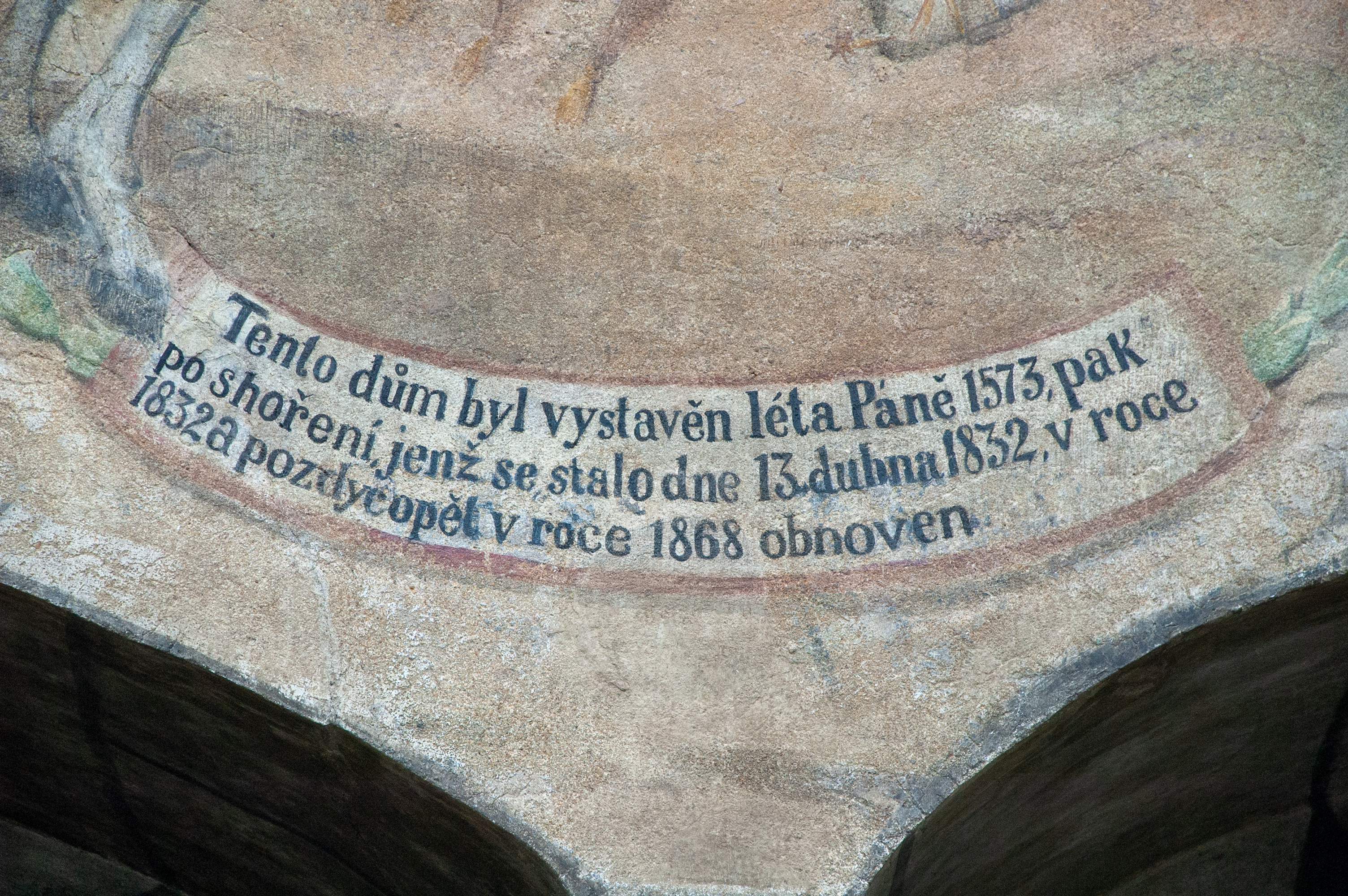
Bozkovského dům, nápis na malbě rožmberského jezdce
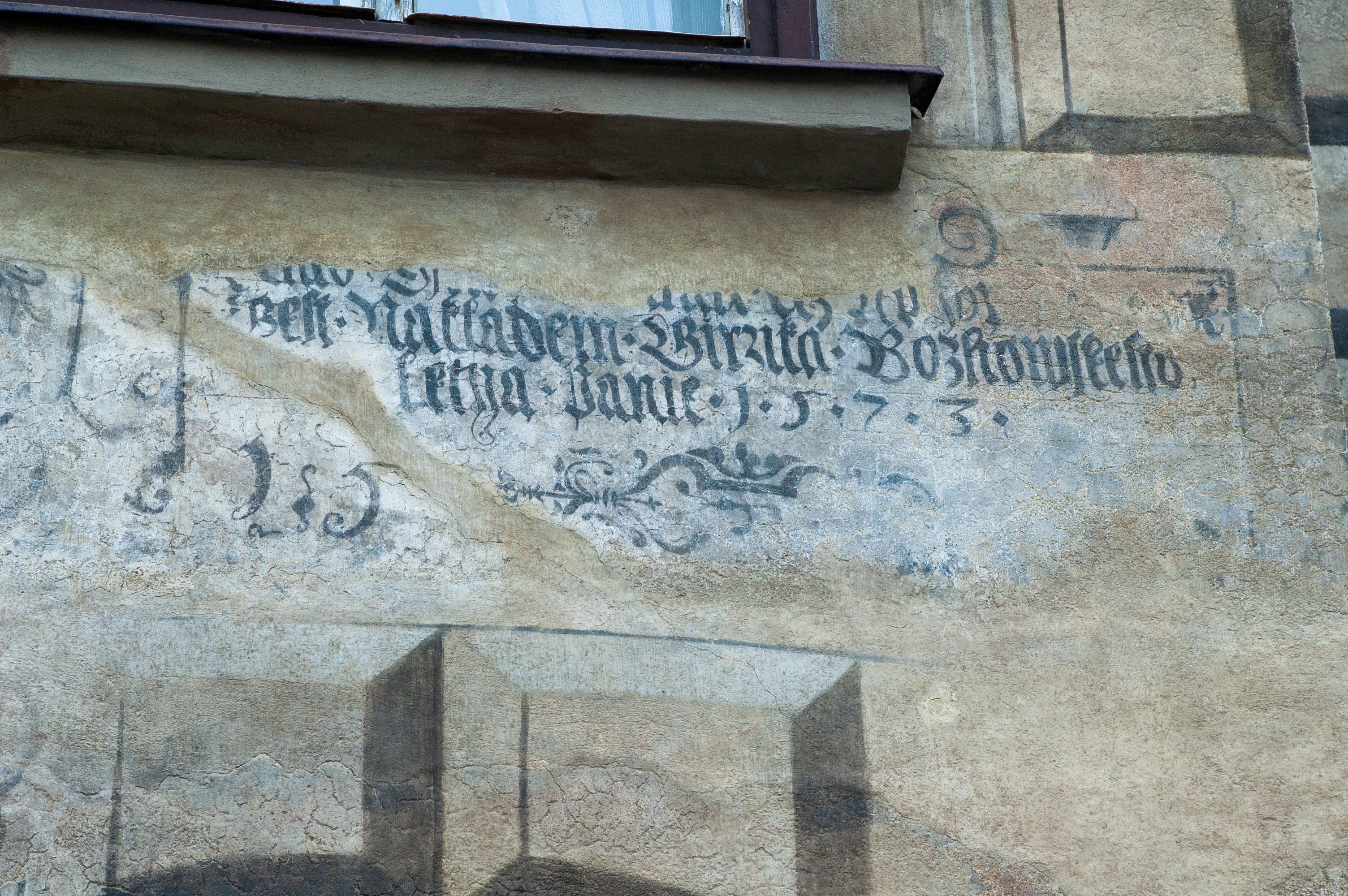
Bozkovského dům, nápis pod oknem
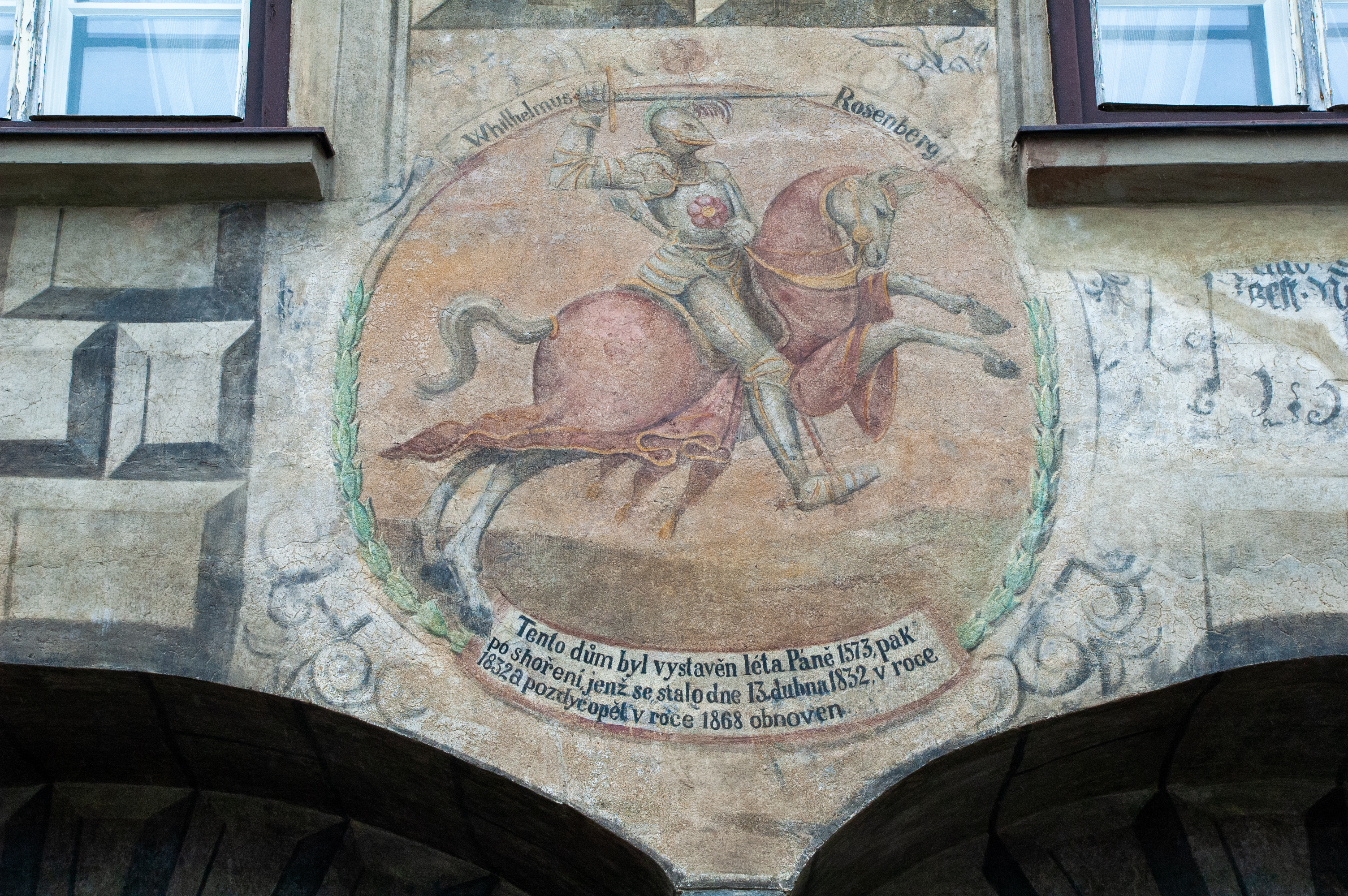
Bozkovského dům, rožmberský jezdec

Detaily výzdoby Bozkovského domu, klenba podloubí
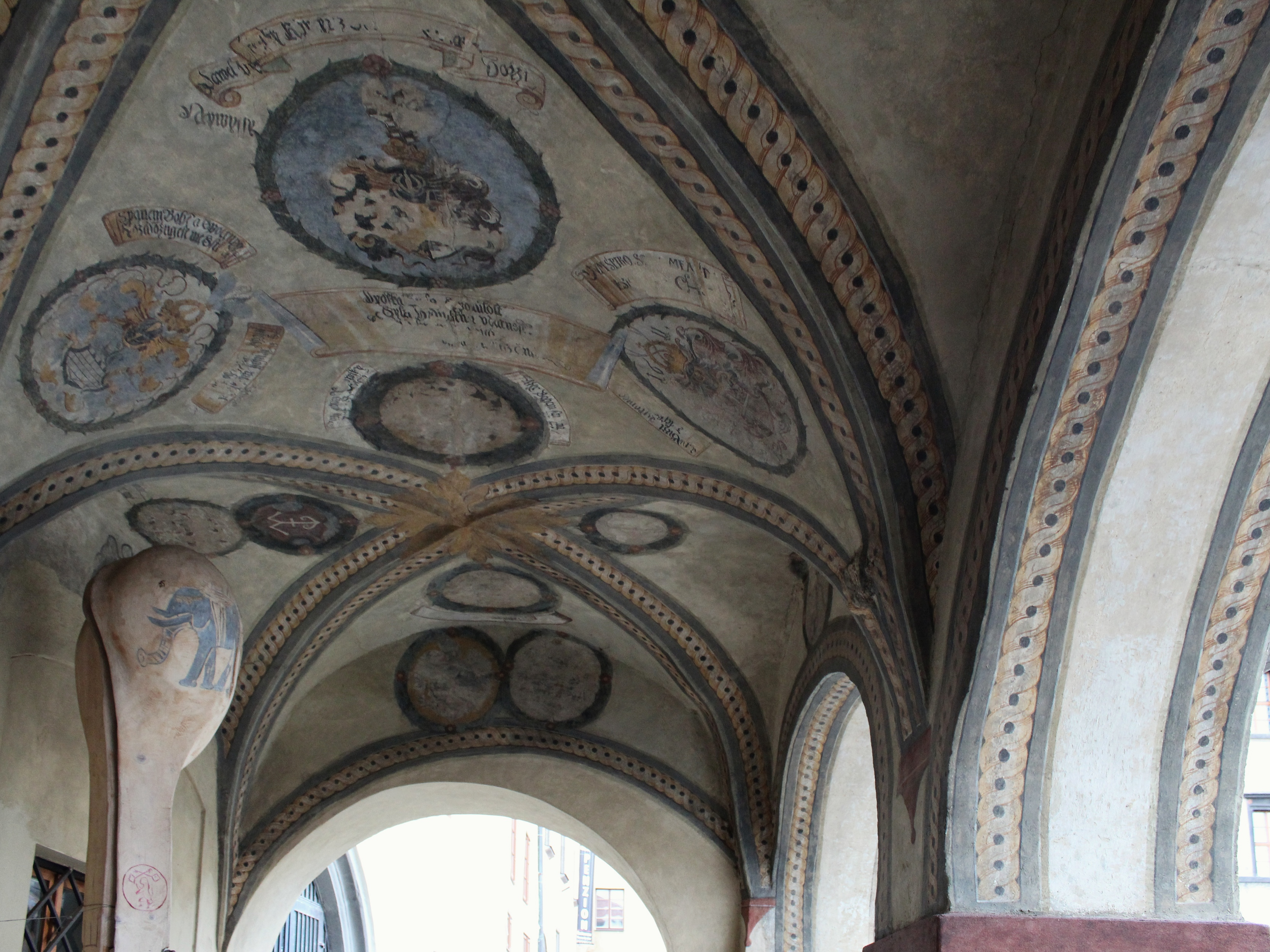
Bozkovského dům, detaily erbů na klenbě podloubí
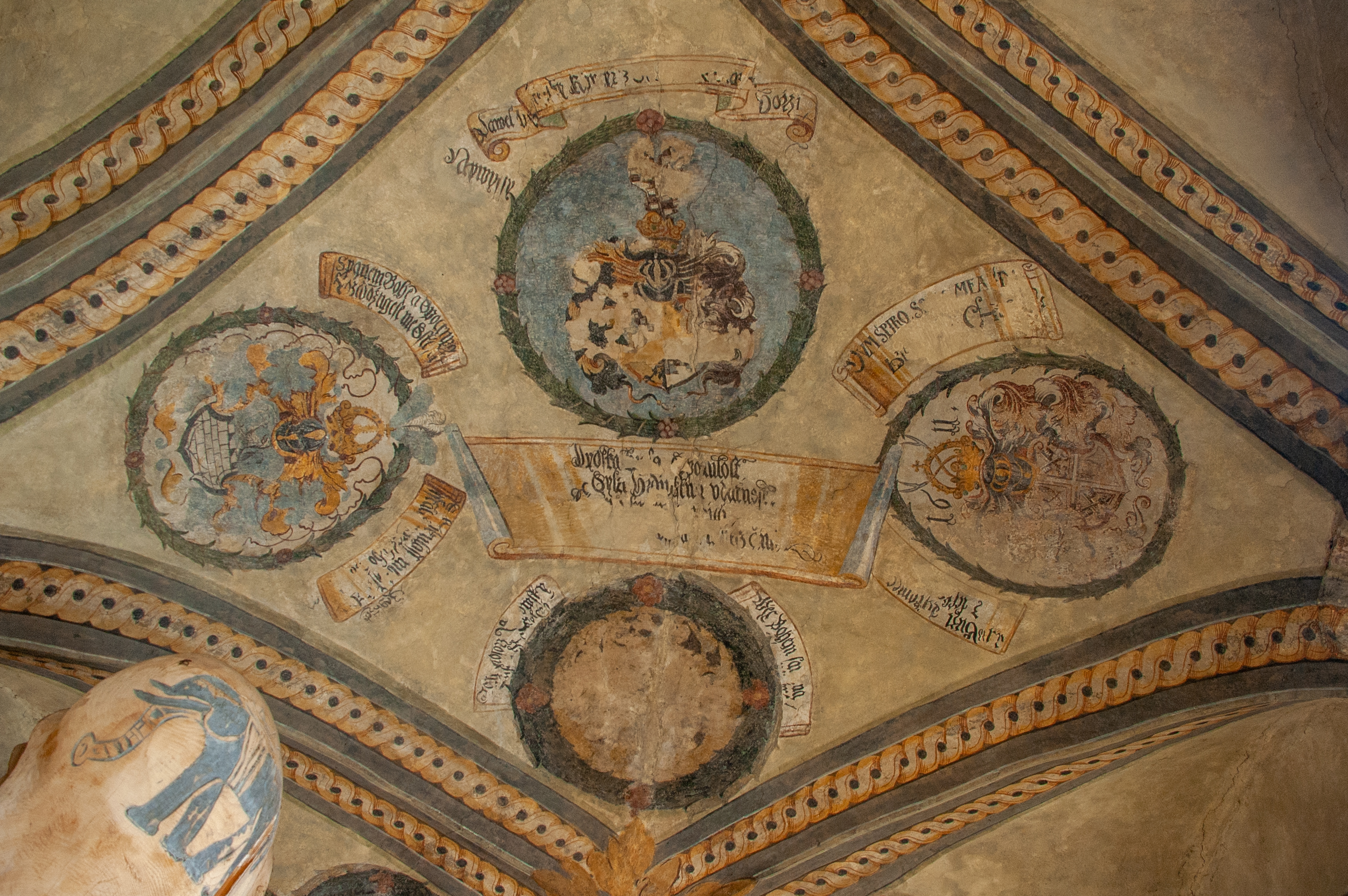
Bozkovského dům, detaily erbů na klenbě podloubí
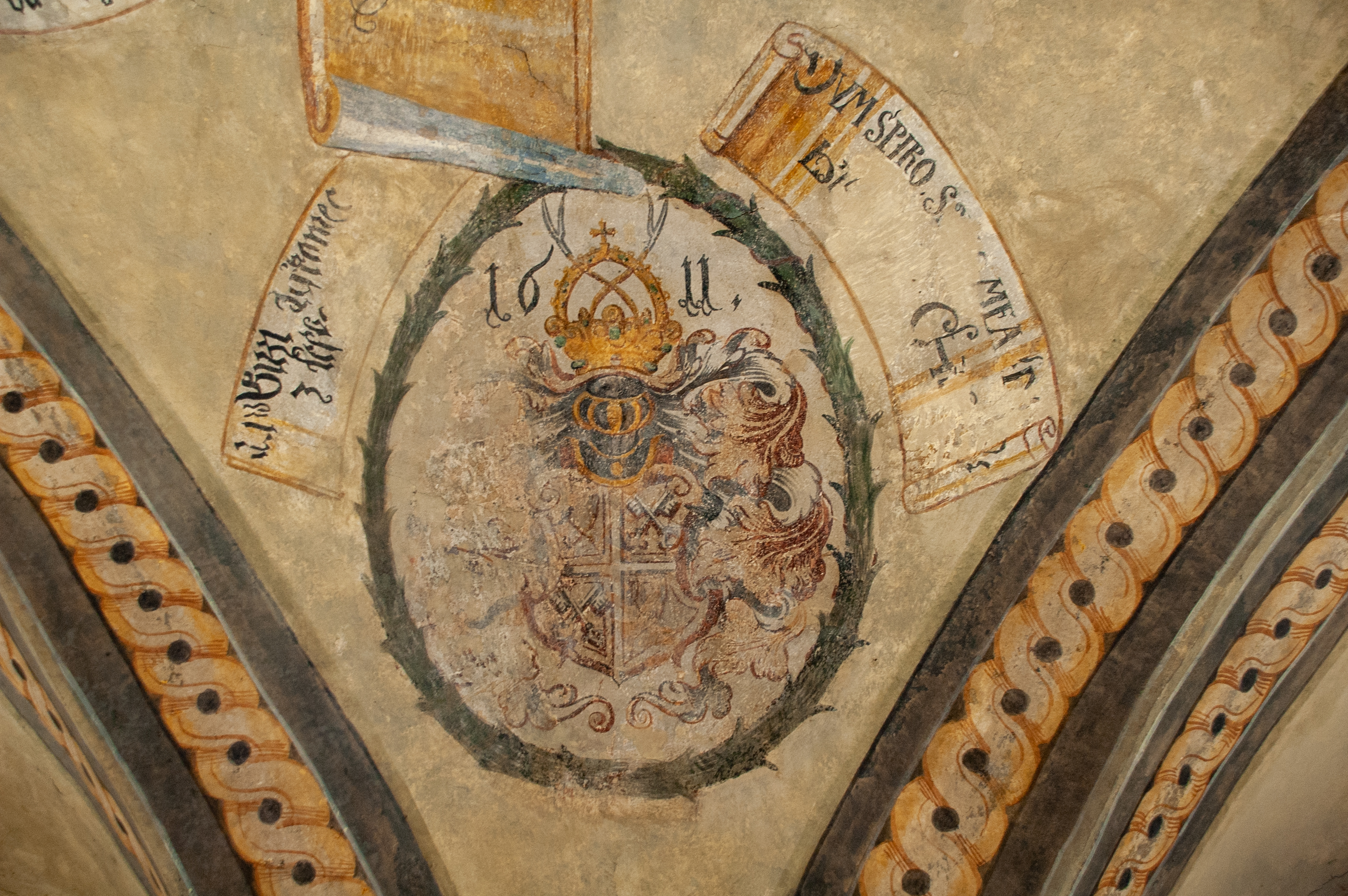
Bozkovského dům, detaily erbů na klenbě podloubí
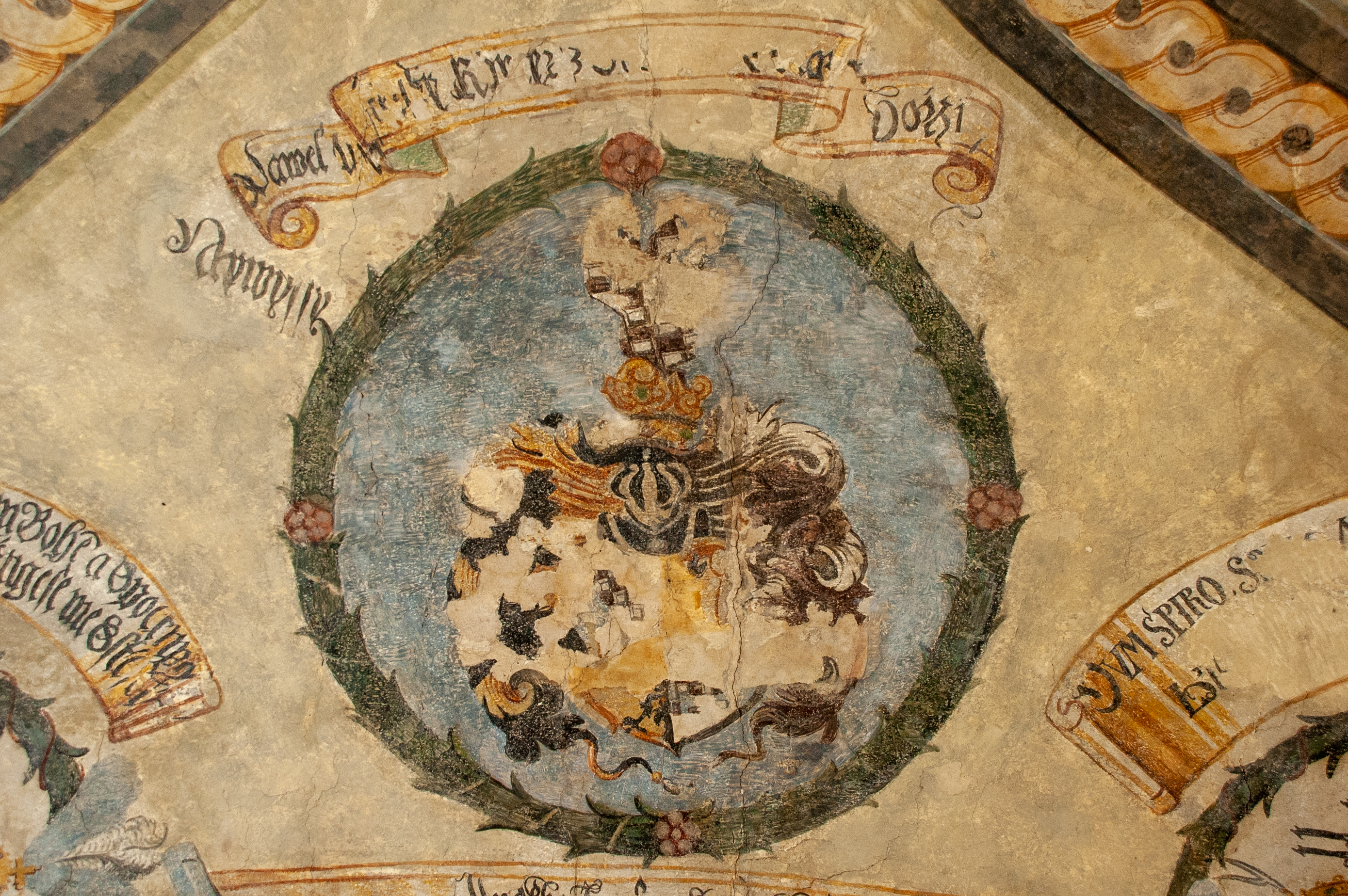
Bozkovského dům, detaily erbů na klenbě podloubí
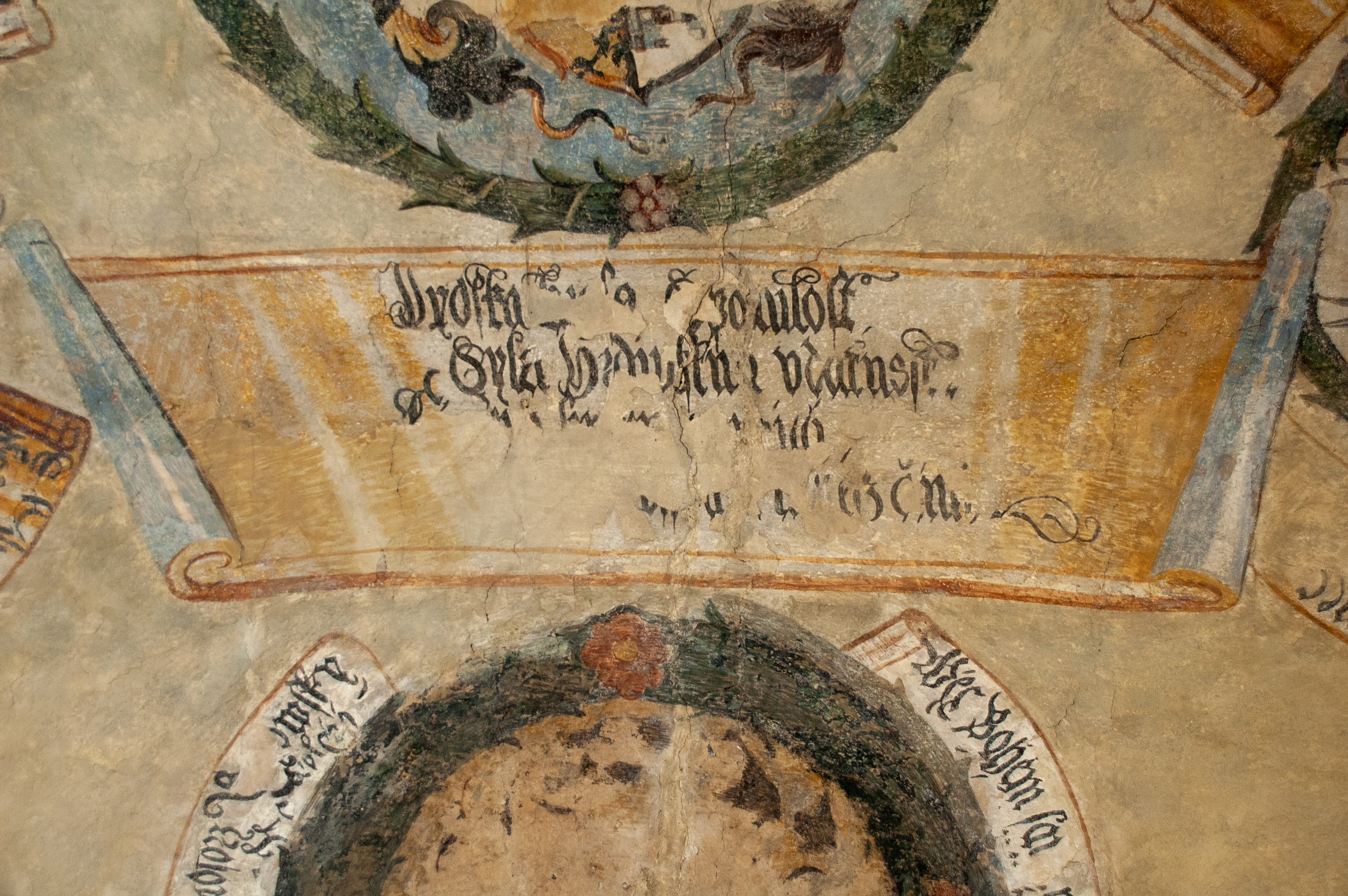
Bozkovského dům, detaily erbů na klenbě podloubí
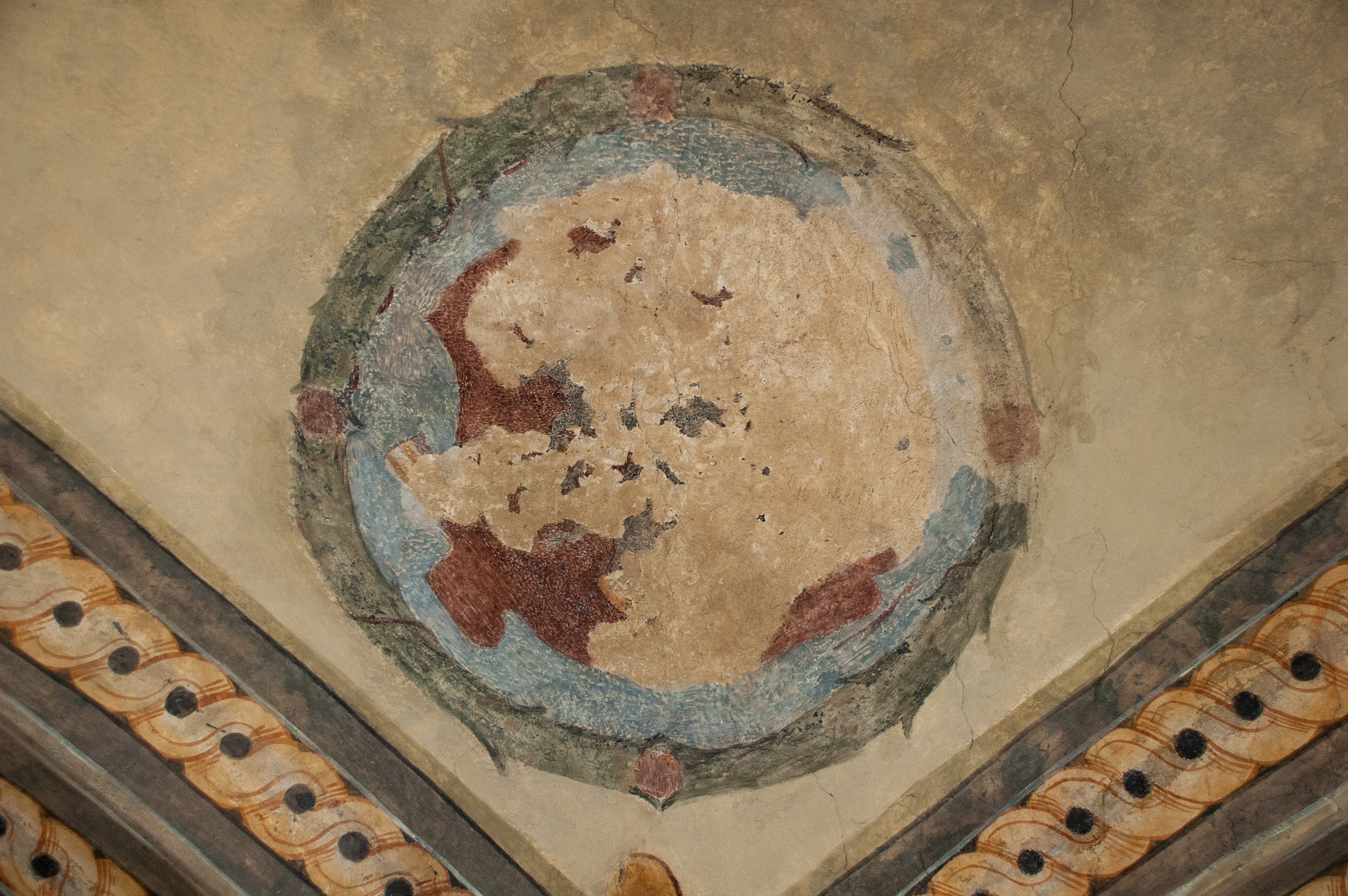
Bozkovského dům, detaily erbů na klenbě podloubí
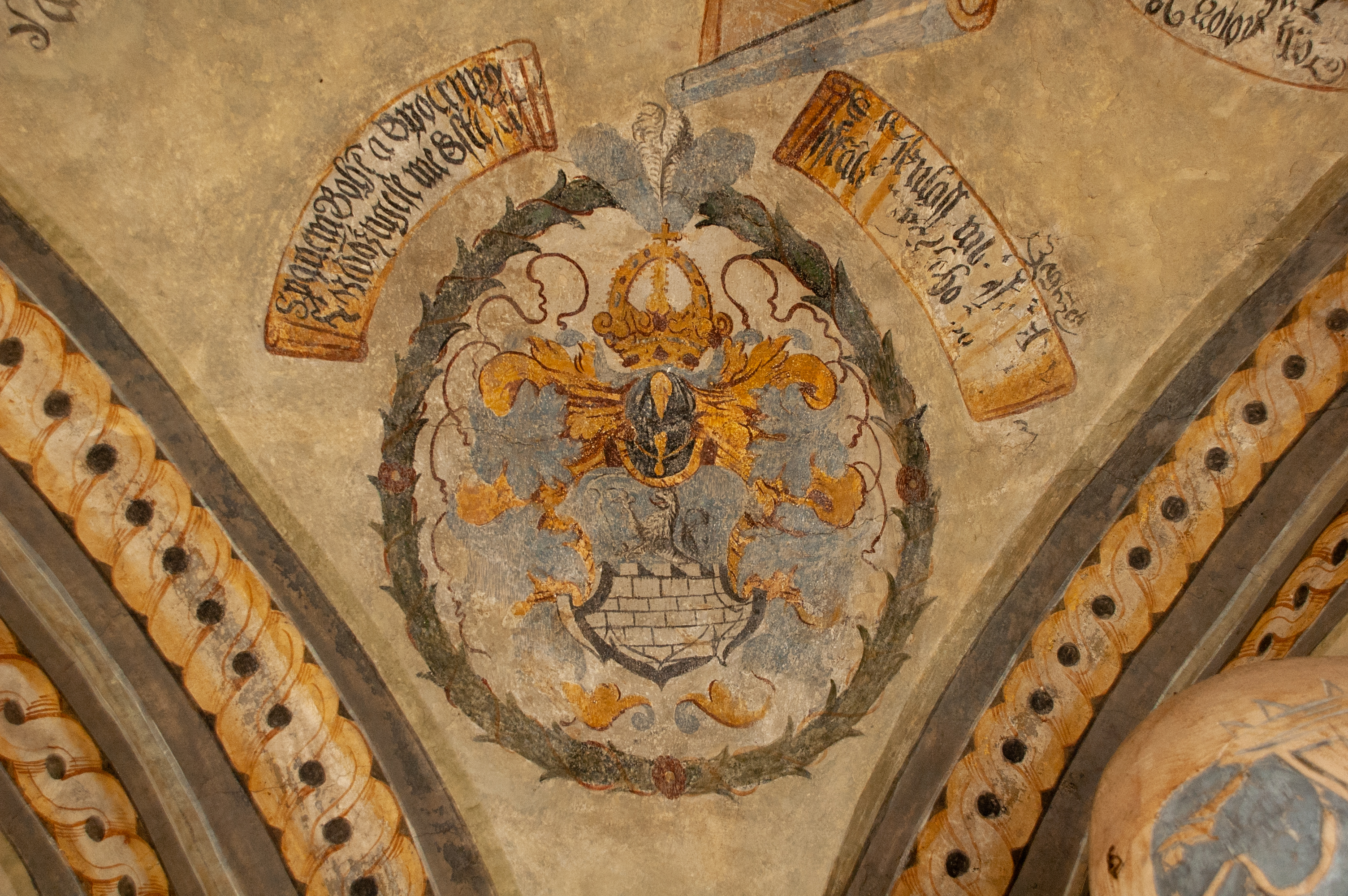
Bozkovského dům, detaily erbů na klenbě podloubí
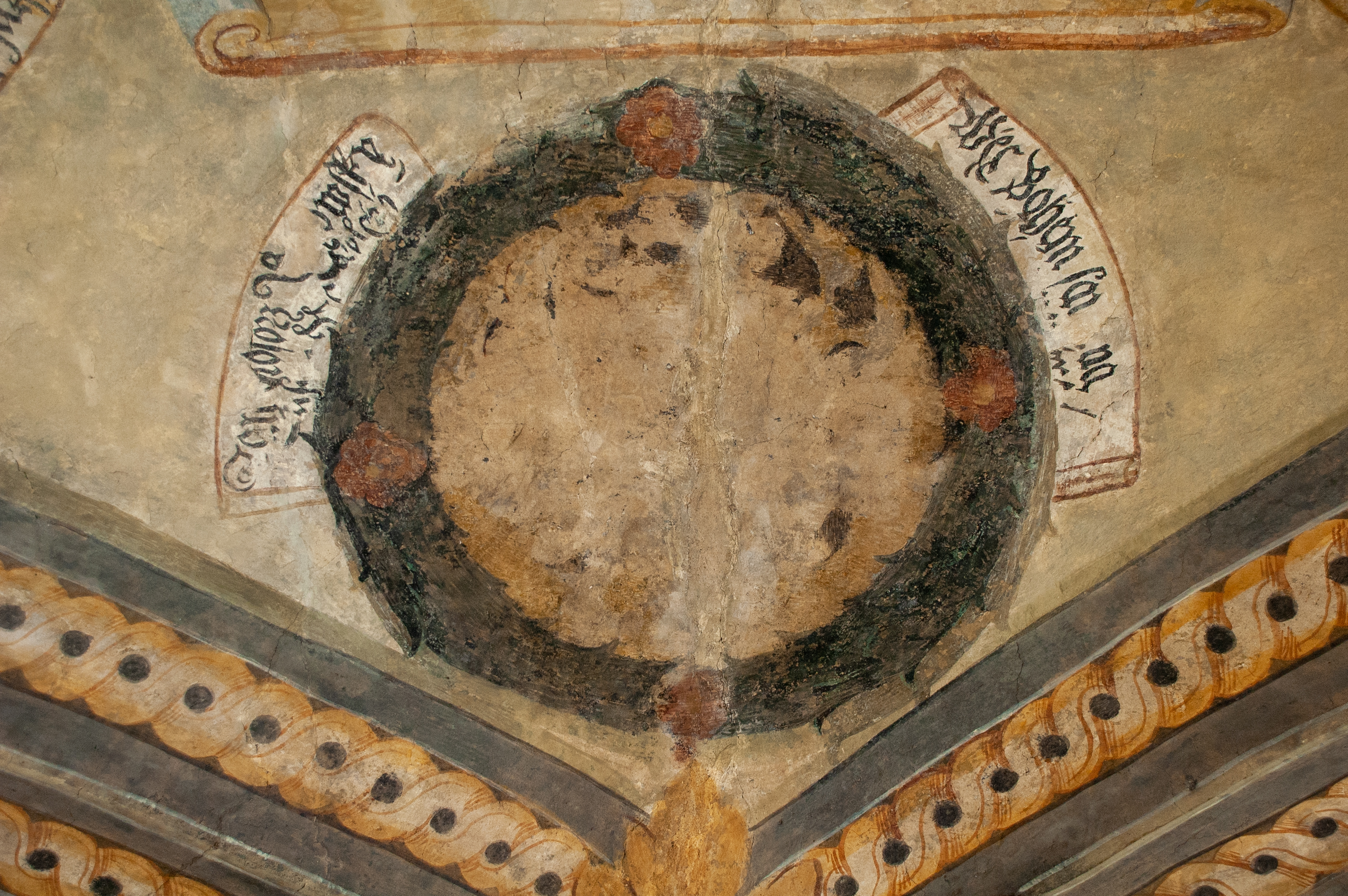
Bozkovského dům, detaily erbů na klenbě podloubí
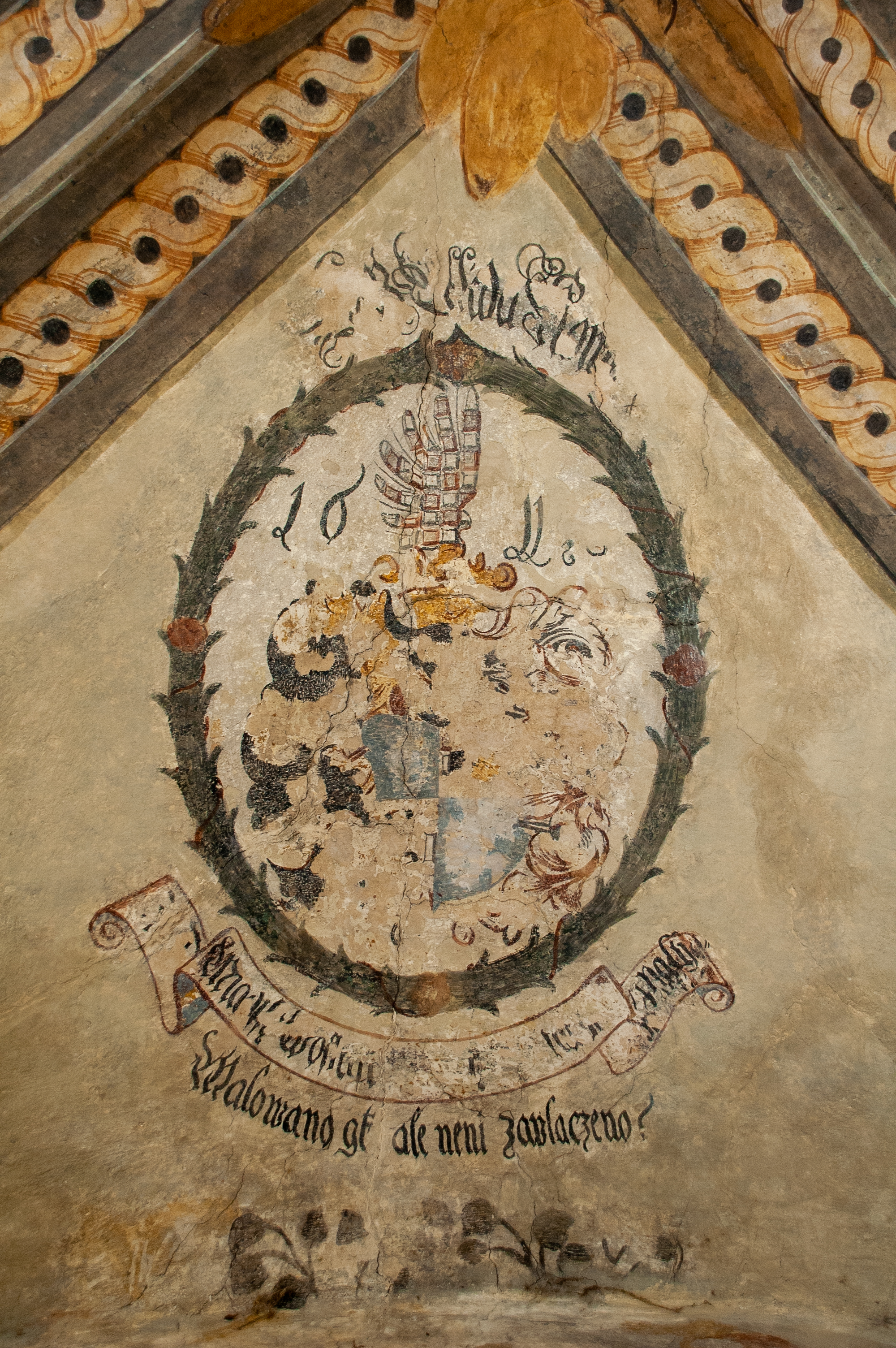
Bozkovského dům, detaily erbů na klenbě podloubí
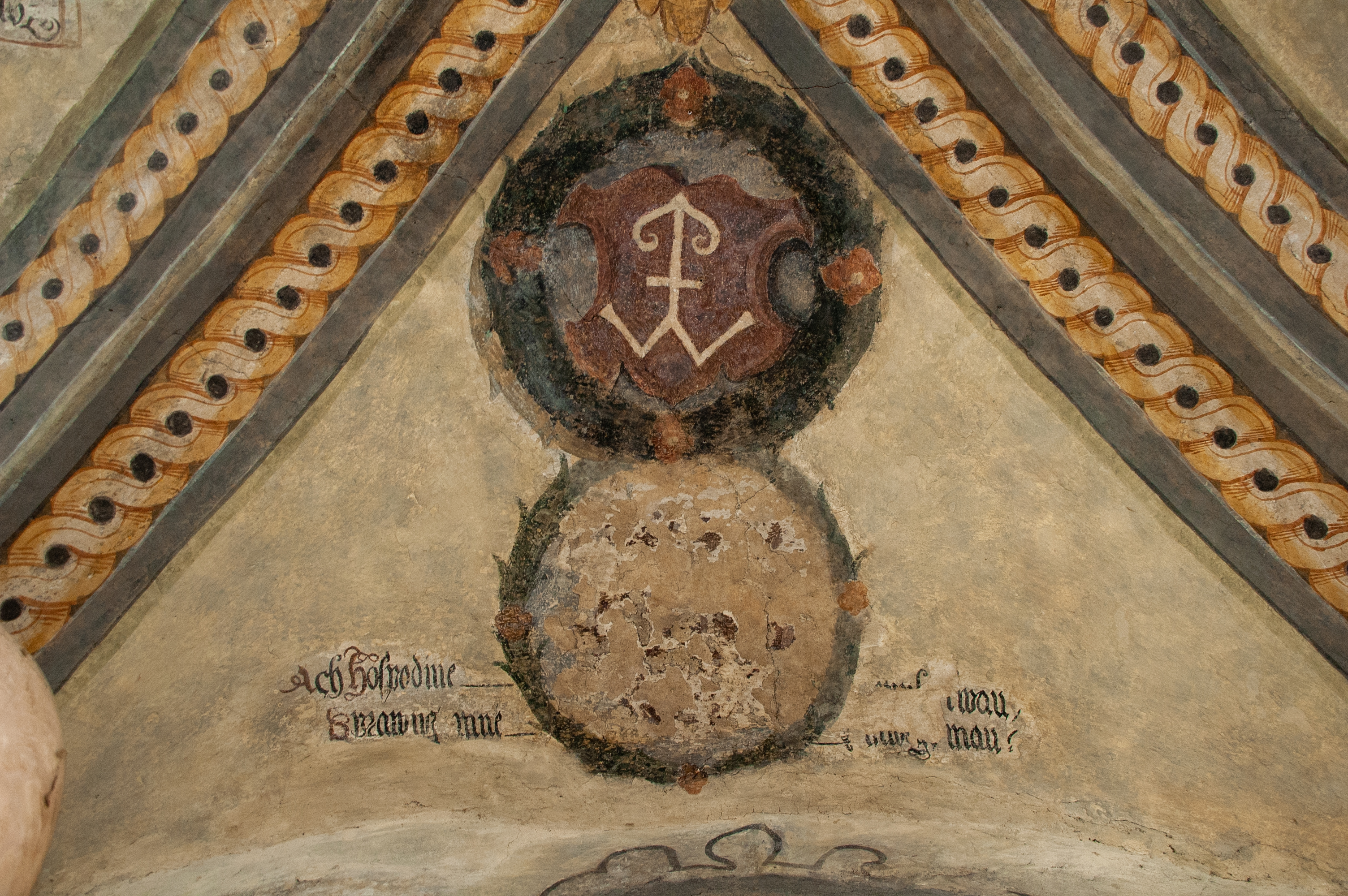
Bozkovského dům, detaily erbů na klenbě podloubí
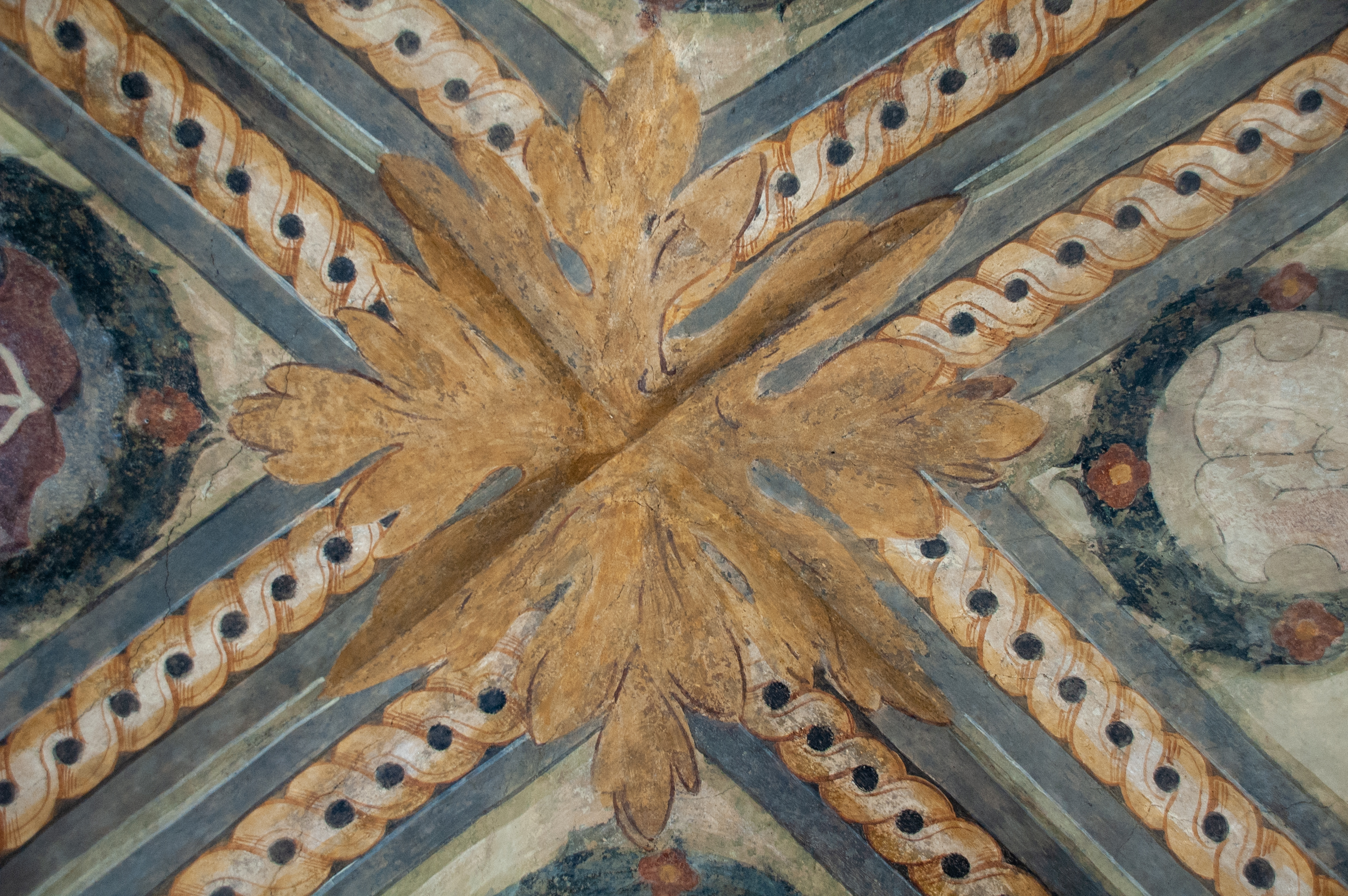
Bozkovského dům, detaily erbů na klenbě podloubí
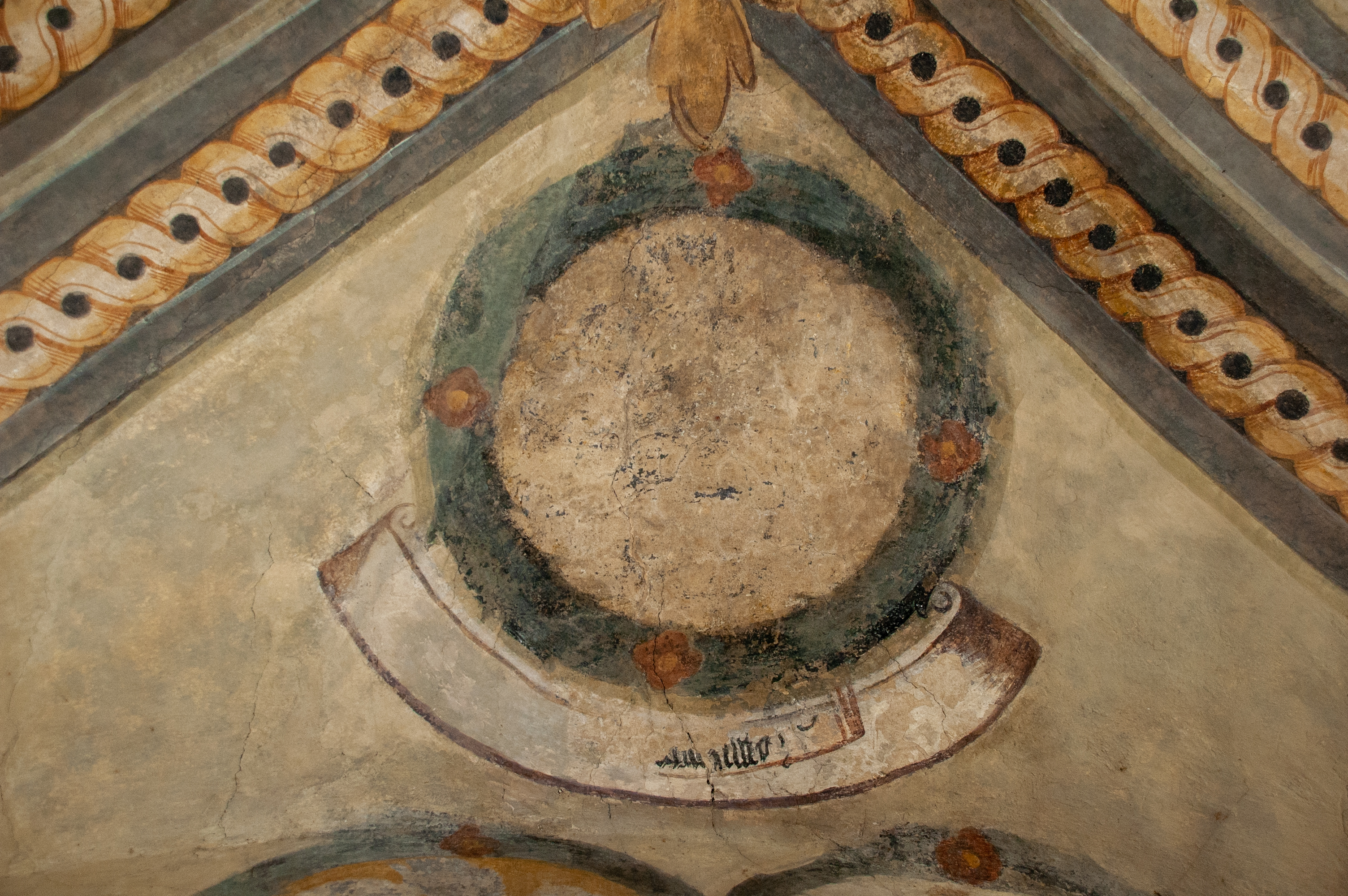
Bozkovského dům, detaily erbů na klenbě podloubí
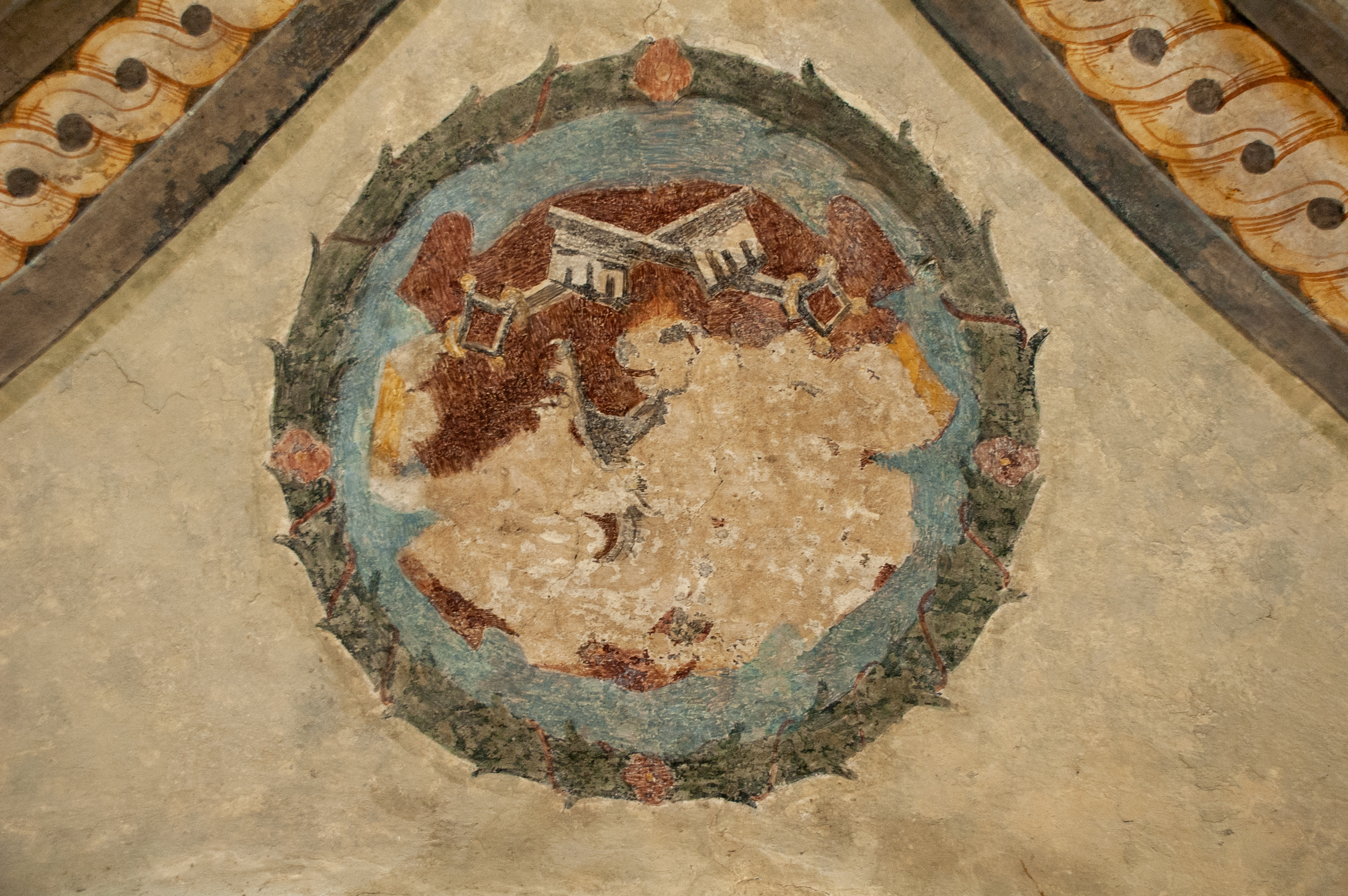
Bozkovského dům, detaily erbů na klenbě podloubí
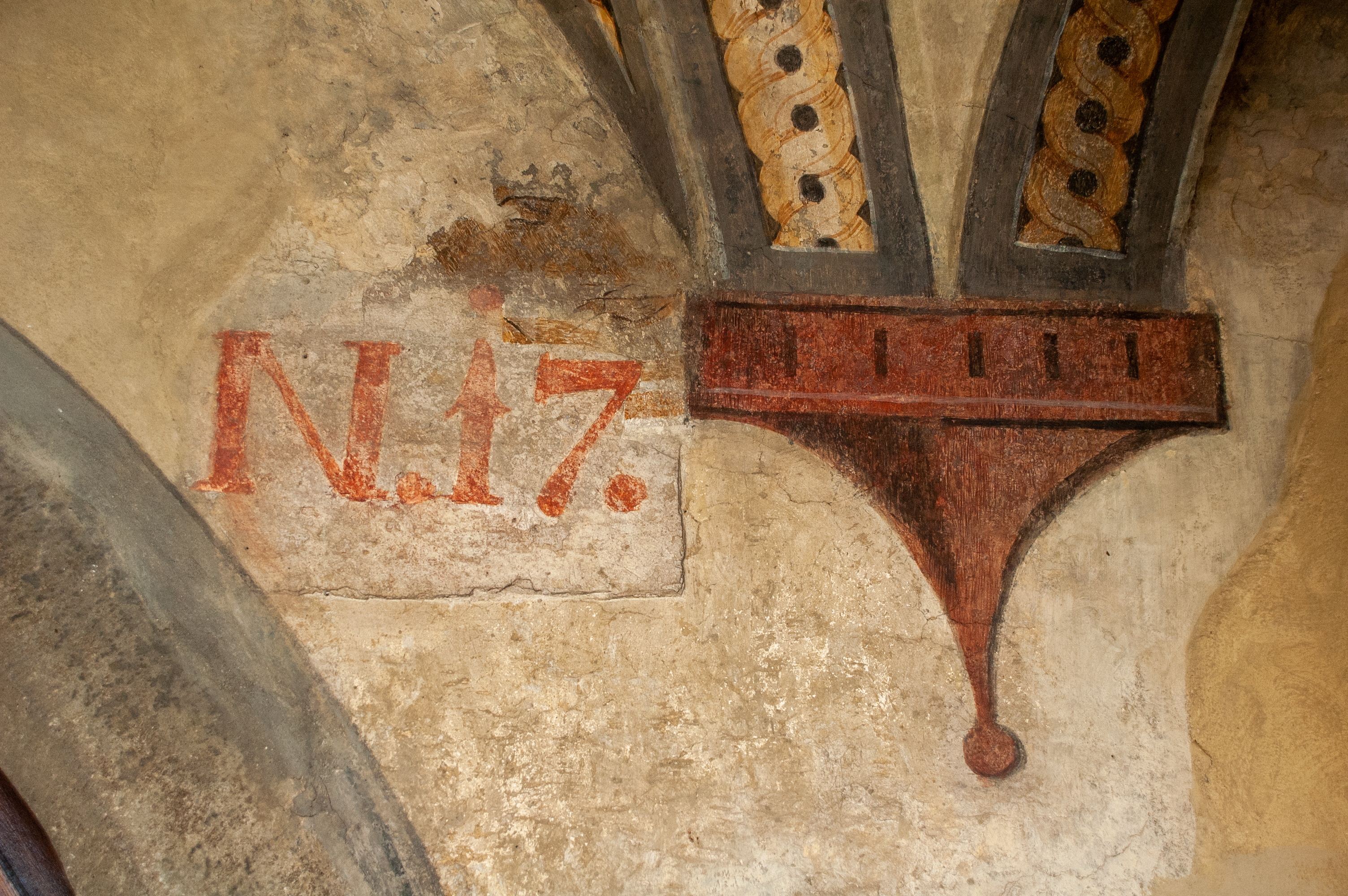
Bozkovského dům, výběh klenby podloubí u vstupu do domu